# Illeginni
Illeginni (auch: Illygain, Likkijjine Island, Rikijjine-tō, Rikitsujine To, RTS, USAKA) ist eine Insel des Kwajalein-Atolls in der Ralik-Kette im ozeanischen Staat der Marshallinseln (RMI).

## Geographie
Das kleine Motu liegt im südwestlichen Saum des Atolls. Im Osten verläuft die Onemak West Passage, welche die Insel von Onemak trennt. Im Westen ist Wojejairok die nächste Insel. Bis dorthin zieht eine sehr seichte Stelle des Riffsaums.
Seit 1961 wurden hier zahlreiche Tests von Raketen zur Abwehr ballistischer Raketen durchgeführt. Hierfür gibt es Startanlagen sowie einen Hafen.

## Klima
Das Klima ist tropisch heiß, wird jedoch von ständig wehenden Winden gemäßigt. Ebenso wie die anderen Orte der Kwajalein-Gruppe wird Illeginni gelegentlich von Zyklonen heimgesucht.